# 张锡第
张锡第（1918年—？），男，江苏淮安人，中国铁道运输自动化与通信专家，曾任铁道部科学研究院研究员、博士生导师，中国自动化学会常务理事。